# Oskar Luts
Oskar Luts (Järvepera, 7 gennaio 1887 – Tartu, 23 marzo 1953) è stato uno scrittore e commediografo estone.

## Biografia
Oskar Luts nacque il 7 gennaio 1887 (26 dicembre 1886 secondo il calendario giuliano) in una famiglia medio borghese dell'Estonia centro-orientale. Frequentò la scuola rurale di Änkküla nel 1894, e poi la scuola parrocchiale di Palamuse (St. Bartholomäi, allora, nella contea di Jõgeva oggi) negli anni 1895-1899. Tra il 1899 e il 1902 frequentò invece le scuole tecniche di Dorpat. Nel 1903 Luts iniziò a lavorare come apprendista farmacista a Dorpat e Narva. Dopo aver passato gli esami di apprendistato in farmacia iniziò a lavorare a Reval (1903). Lavorò come farmacista anche durante il servizio militare a San Pietroburgo (1909 - 1911) e poi continuò gli studi in questo campo all'università.
Quando cominciò la prima guerra mondiale Oskar Luts fu mobilitato. In quel periodo lavorò come farmacista militare tra Pskov, Varsavia, Dvinsk, Vilnius e Vicebsk (1915-1918), dove si sposò.
Oskar Luts fu congedato dall'esercito per motivi di salute nell'autunno 1918 tornando poi a Tartu (ex-Dorpat), dalla sua famiglia, lo stesso anno. Iniziò a lavorare in una farmacia. Nel periodo 1919-1920 lavorò alla Biblioteca Universitaria e come gestore di un negozio. Nel 1922 iniziò la sua carriera di scrittore professionista.
A partire dal 1936 Luts visse nella sua casa di Riia tanav.
Nel 1945 divenne il primo scrittore Estone a ricevere il titolo di Scrittore Nazionale della Repubblica Socialista Sovietica Estone.
Oskar Luts è sepolto nel cimitero di Ropka-Tamme.
La casa in cui visse a partire dal 1936 divenne un museo nel 1964.
Ad Oskar Luts sono stati dedicati edifici e strade come il liceo Oskar Luts di Palamuse a Jőgeva.

## Opere
Il periodo anteriore alla prima guerra mondiale è stato il più felice per la creatività di Luts che scrisse svariate commedie e il suo primo e più famoso romanzo "Kevade" (Primavera) (prima parte 1912, seconda parte 1913), che dipinge la vita scolastica dei giovani estoni. Gli stessi personaggi sono ripresi nel successivo romanzo "Suvi" (Estate) (prima parte 1918, seconda parte 1919), anch'esso molto popolare.
I successivi racconti dello stesso ciclo, "Tootsi pulm" (Nozze di Toots), "Argipäev" (Giorno feriale) e il romanzo  "Sügis" (Autunno, prima parte - 1938), furono scritti per soddisfare il pubblico. Inoltre dopo la prima guerra mondiale le sue opere divennero meno umoristiche e più tetre. "Sügis" non ebbe molto successo, e sembra rispecchiare solo vagamente i primi successi. La seconda parte di "Sügis" rimase soltanto un manoscritto per decenni, e l'intero romanzo fu edito soltanto nel 1988.
Dai suoi romanzi furono prodotti anche dei film, in particolare da "Kevade", "Suvi" e "Sügis", prodotti da Arvo Kruusement.
Oskar Luts scrisse anche alcuni libri per bambini: "Nukitsamees" (L'uomo con le corna), da cui fu pure prodotto un film la cui colonna sonora scritta da Olav Ehala divenne popolare come il film stesso, e "Inderlin" (Inderlin). Entrambi i lavori sono del 1920.
Altri lavori di Luts toccano il filone sentimentale-naturalistico: la vita degli studenti è illustrata in "Andrese elukäik" (Vita di Andres) (1923), "Õpilane Valter" (L'alunno Valter) (1927) e "Väino Lehtmetsa noorpõlv" (La giovinezza di Väino Lehtmets) (1935).
La prosa melodrammatica e moraleggiante trova invece espressione in "Iiling" (Iiling) (1924), "Olga Nukrus" (Olga Nukrus) (1926), "Udu" (Nebbia) (1928) e "Pankrott" (Bancarotta) (1929). Elementi tragicomici e grotteschi compaiono invece in: "Tagahoovis" (Il cortile posteriore) (1933) e "Vaikne nurgake" (L'angolo silenzioso) (1934).
Tra il 1930 e il 1941 Luts redasse i 13 volumi delle sue Memorie.
Oskar Luts è noto, come commediografo, per il suo "Kapsapea" (Il cavolo) da cui è stato ricavato un cartone animato: un enorme cavolo che cresce nel giardino di una famigliola estone desta scalpore negli Stati Uniti, nell'Unione Sovietica e in Cina. Un'altra opera è "Ülemiste vanake" (Il vecchietto di Ülemiste) (1919).
Luts scrisse pure numerosi articoli piuttosto mordaci.
Le opere di Oskar Luts non sono state tradotte in italiano.